# Covragiu, Hunedoara
Covragiu este un sat în comuna Bretea Română din județul Hunedoara, Transilvania, România.

## Personalități
- Lazăr Dumulescu (1865 - 1919), deputat în Marea Adunare Națională de la Alba Iulia 1918

## Imagini

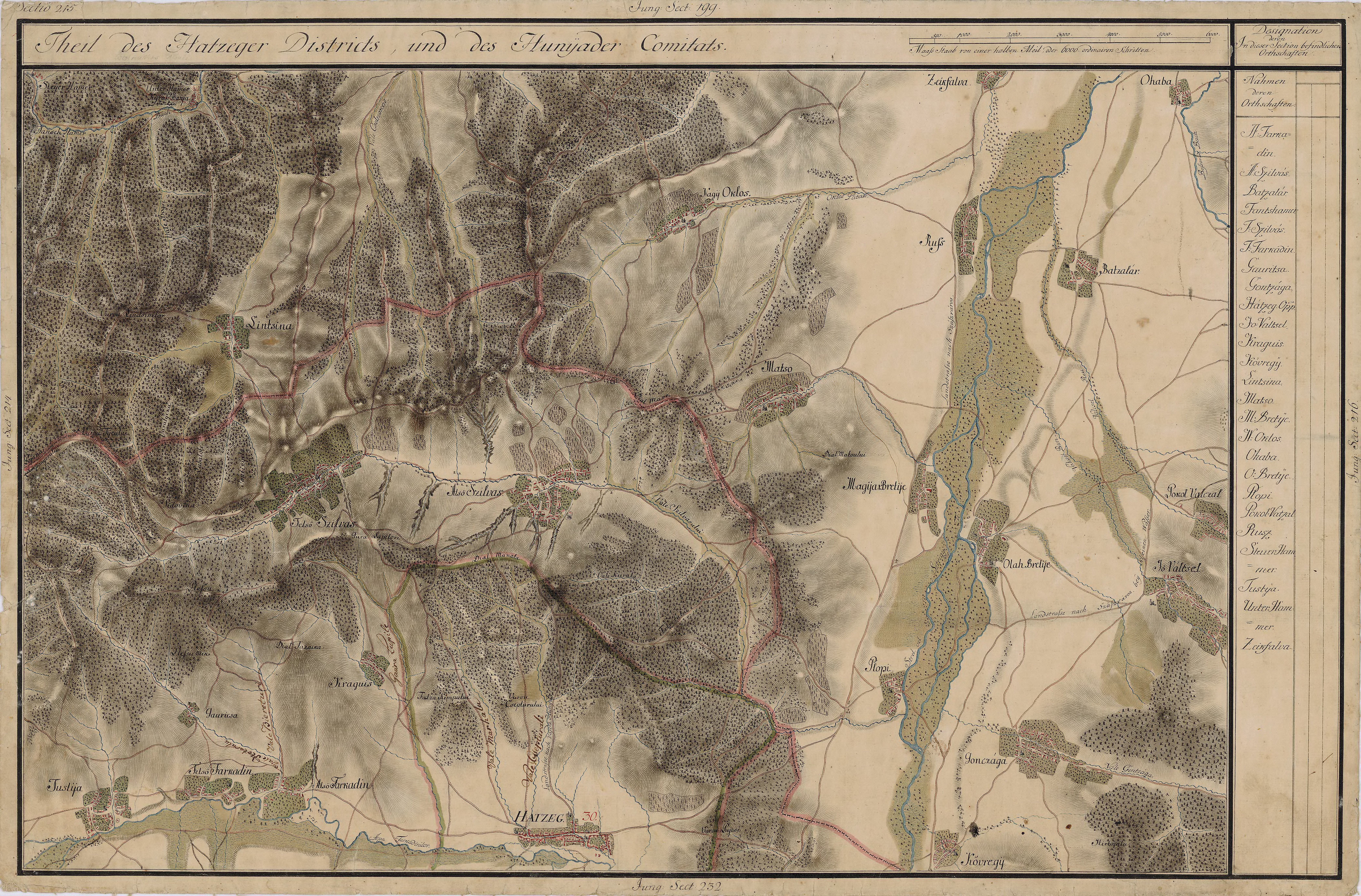
Covragiu în Harta Iosefină a Transilvaniei, 1769-1773